# Bloedstolling
Bloedstolling of coagulatie is het proces waarbij bloed, dat aan de lucht of aan andere oppervlakken dan de binnenkant van het vaatstelsel wordt blootgesteld, klontert en hard wordt. Het is een van de processen die bloedverlies bij verwondingen beperken (hemostase). Bloedstolling is een buitengewoon complex proces waarbij vooral de bloedplaatjes en een groot aantal eiwitten in het bloed, de zogenaamde stollingsfactoren, betrokken zijn. Falen van de bloedstolling leidt tot een verhoogde bloedingsneiging en langzamere wondgenezing, terwijl een verhoogde stollingsactiviteit trombose kan veroorzaken.
Er zijn twee manieren waarop de stollingscascade op gang kan worden gebracht, de zogeheten intrinsieke en de extrinsieke keten. Voor de intrinsieke keten zijn de componenten al in het bloed aanwezig. Bij de extrinsieke keten is nog een weefselfactor nodig die wordt uitgescheiden door beschadigde cellen. In het lichaam vindt met name de extrinsieke route van bloedstolling plaats.

## Fysiologie
Tijdens hemostase volgen drie stappen elkaar snel op. De eerste stap is vasoconstrictie, dit is het vernauwen van het beschadigde bloedvat. Vervolgens treedt propvorming op, uitgaande van de bloedplaatjes. Als laatste stap vindt coagulatie plaats.

### Vasoconstrictie
Tijdens de bloedstolling treedt een korte periode van vasoconstrictie of vaatspasme op die zorgt voor een vertraging van de bloedflow naar de beschadigde regio terwijl de klonter zich vormt. De vasoconstrictie wordt in gang gezet door verschillende factoren zoals rechtstreekse schade aan de gladde spierlaag van het bloedvat, moleculen die vrijgezet worden door beschadigde endotheliale cellen en geactiveerde bloedplaatjes (zoals tromboxane A2) en autonome reflexen vanuit lokale pijnreceptoren. De mate van vasoconstrictie is rechtstreeks afhankelijk van de hoeveelheid weefselbeschadiging. Bij een scherpe snee (met geringe weefselbeschadiging), zoals een scheerwond, vindt nauwelijks vasoconstrictie plaats.
De gladde spieren van de vaatwand gaan intens samentrekken om het beschadigde vat te vernauwen. Als het een klein bloedvat is kan dit de bloeding volledig stoppen. Bij grotere bloedvaten vertraagt de vasoconstrictie het onmiddellijke bloedverlies. De vasoconstrictie die wordt uitgelokt door een letsel duurt maar enkele minuten. De beschadigde weefsels gaan immers een ontstekingsreactie vertonen. Deze ontsteking treedt op door het vrijzetten van inflammatoire mediatoren uit immuuncellen (zoals mestcellen en NK-cellen), die op hun beurt geactiveerd worden door cytokines uit beschadigde endotheelcellen of vasoactieve amines die vrijkomen uit geactiveerde bloedplaatjes. Door de ontsteking zal een vasodilatatie optreden die het spasme van de vasoconstrictie opheft.

### Propvorming
De bloedplaatjes spelen een grote rol in het tijdelijk dichten van de beschadigde vaatwand. Onder normale omstandigheden klitten bloedplaatjes niet samen. Ook aan de gladde endotheelwand van het bloedvat hechten de bloedplaatjes onder normale omstandigheden niet. Normaal vormt het endotheel namelijk een barrière tegen onderliggende structuren die zorgen voor bloedplaatjesaggregatie (=binding). Ook produceren endotheelcellen stoffen die bloedplaatjesaggregatie tegengaan en een verwijdende werking op de vaatwand hebben. Wanneer de vaatwand beschadigd raakt (zoals bij een wond) ontstaan onregelmatigheden in de vaatwand. Bloedplaatjes hechten zich vervolgens aan deze beschadiging. Dit wordt veroorzaakt door contact van de bloedplaatjes met de collageenvezels van de vaatwand die door de beschadiging bloot komen te liggen. De hechting van de bloedplaatjes aan de collageenvezels vindt plaats onder invloed van de vonwillebrandfactor (vWF). Dit is een groot plasma-eiwit dat geproduceerd wordt door de endotheelcellen. Bloedplaatjes hechten via hun GP1b-receptor aan de vonwillebrandfactor. Bloedplaatjes kunnen ook direct aan de beschadigde vaatwand binden, dit verloopt via glycoproteïnecomplexen GP-Ia/IIa, GP-1b/IX en GP-IC/IIa.
Wanneer de bloedplaatjes aan collageen gehecht zijn worden ze geactiveerd door trombine. Hierdoor vallen de bloedplaatjes uit elkaar, waardoor ze verscheidene stoffen vrijgeven. Zo komt serotonine vrij, een potente vasoconstrictor. Tevens wordt adenosinedifosfaat (ADP) vrijgegeven dat de propvorming versnelt. Vervolgens ontstaat een zichzelf versterkend proces waardoor nog meer bloedplaatjes aggregeren en wordt de propvorming versneld. Wanneer deze propvorming voltooid is, volgt het proces van de bloedstolling, waarbij de stollingsfactoren in een cascade geactiveerd worden.

### Coagulatie
Tijdens dit proces vermindert de vloeibaarheid van het bloed tot er uiteindelijk een stolsel gevormd wordt. Als eerste stap wordt de stof protrombineactivator gevormd. Deze stof zorgt ervoor dat protrombine, dat zich in het bloedplasma bevindt, omgevormd wordt tot het actieve trombine. Op zijn beurt katalyseert trombine de vorming van fibrinedraden uit fibrinogeen. Deze fibrinedraden dichten de vaatbeschadiging tot het vat definitief gerepareerd kan worden. Deze voorstelling is slechts zeer beperkt gehouden. In werkelijkheid spelen er meer dan dertig stoffen een rol bij bloedstolling. Stoffen die de bloedstolling stimuleren worden procoagulantia genoemd. Stoffen die de bloedstolling tegengaan worden anticoagulantia genoemd. Of het bloed al dan niet stolt hangt af van de balans tussen beide factoren. Onder normale omstandigheden helt de balans over naar de anticoagulantia, zodat het bloed vloeibaar blijft. Hoe het hierboven geschetste proces plaatsvindt wordt hieronder gedetailleerder besproken.
De stolling kan op twee manieren plaatsvinden:
- Intrinsiek: dit is een proces dat in het laboratorium waargenomen wordt en is daarmee een goede maat voor de functionaliteit van de stolling in het lichaam. In het lichaam heeft de intrinsieke route een versterkende werking op de extrinsieke route;
- Extrinsiek: hierbij wordt, onder invloed van weefselfactor dat uitgescheiden wordt door beschadigde cellen, de stolling geactiveerd. In het lichaam wordt de bloedstolling geïnitieerd door de extrinsieke route. De uitgescheiden weefselfactor noemt men Tissue Factor (TF), factor III of weefseltromboplastine.

In de intrinsieke route start de stollingscascade bij factor XII (XII). Dit molecuul bindt aan negatief geladen oppervlaktes zoals kaoline, elaginezuur en dextraansulfaat. XII wordt hierdoor geactiveerd tot XIIa. XIIa activeert vervolgens factor XI (XI) tot factor XIa (XIa). XIa gaat vervolgens een complex aan met andere moleculen en dit complex activeert IX tot IXa. IXa activeert, in complex met factor VIIIa (VIIIa), calcium en fosfolipiden, factor X (X) tot factor Xa (Xa). Xa activeert in complex met factor Va (Va), calcium en fosfolipiden, factor II (II)(protrombine) tot IIa (IIa)(trombine). Het trombine zet fibrinogeen om in fibrinemonomeren en deze monomeren polymeriseren tot een groot netwerk (het stolsel).
In de extrinsieke route komt Tissue Factor (TF) vrij uit de beschadigde endotheelcellen. TF bindt aan factor VII (VII) en vormen samen een complex. Dit complex kan factor X (X) activeren tot factor Xa (Xa). Factor Xa vormt samen met factor Va, calcium en fosfolipiden een complex. Op dit punt komen de extrinsieke en intrinsieke route samen. Het Xa-Va-calcium-fosfolipidencomplex zet namelijk protrombine om in trombine. De route verloopt dan verder zoals beschreven onder de intrinsieke route.
Zowel de intrinsieke als de extrinsieke weg komen uiteindelijk uit bij factor X. Vanaf hier vindt een gemeenschappelijk proces plaats waarbij factor X met factor V, calciumionen en fosfolipiden het protrombineactivator vormt. Deze stof katalyseert de omvorming van het inactieve protrombine naar het actieve trombine. Trombine zorgt er weer voor dat fibrinogeen omgezet kan worden naar fibrine. Fibrine-eiwitten plakken aan elkaar tot draden en hechten zich ook aan de wondranden. Dit vindt plaats mede doordat trombine voor de activering van factor XIII (fibrinestabiliserende factor) zorgt, waardoor het geheel stevig samengekleefd wordt. Bloedcellen worden in dit netwerk gevangen. Vervolgens krimpt het fibrinenetwerk, waardoor de wondranden naar elkaar getrokken worden en de bloedcellen klemgezet worden. Dit samentrekken vindt plaats onder invloed van de contractiele eiwitten actine en myosine, die aanwezig zijn in de bloedplaatjes (analoog aan het samentrekken van een spiercel, waarin actine en myosine ook aanwezig zijn). Tijdens dit proces wordt de vaatwand verder gerepareerd door afgifte van platelet-derived growth factor (PDGF) door de bloedplaatjes. Deze groeifactor zorgt voor verdere reparatie van de vaatwand.

### Remming van de stolling
De belangrijkste remmers van de stolling zijn antitrombine (AT), proteïne C en proteïne S. AT inactiveert trombine, maar is ook in staat om factoren Xa, XIIa, XIa, IXa, en IIa te remmen. Heparine zorgt voor een versnelde werking van antitrombine. Heparine wordt in het ziekenhuis veel gebruikt voor de behandeling van patiënten met trombose.
Proteïne C breekt de factoren Va en VIIIa af, waardoor de stolling geremd wordt. Proteïne C heeft voor een optimale werking Proteïne S nodig (=cofactor). Voor laboratoriumdoeleinden kan EDTA of citraat gebruikt worden, die het calcium wegvangen waardoor het bloed onstolbaar is; hierdoor kan er in plasma gemeten worden in plaats van serum. Trombosediensten maken ook gebruik van stollingsremmende middelen, die op een ander systeem gebaseerd zijn.
Een aantal van de stollingsfactoren zijn afhankelijk van vitamine K voor hun aanmaak. Dit zijn de stollingsfactoren II, VII, IX en X. Bij een tekort aan vitamine K worden niet-functionele vormen, PIVKA's (protein induced by vitamin K absence or antagonist) gevormd. Vitamine K's functie kan afgeremd worden met behulp van een vitamine K-antagonist, zoals acenocoumarol of fenprocoumon. Daarnaast kan ook gebruikgemaakt worden van aspirine en aanverwante stoffen, die weer een ander mechanisme volgen.

### Fibrinolyse
Fibrinolyse is het proces waarbij het stolsel weer opgeruimd wordt. Om dit proces te starten wordt plasminogeen omgezet in plasmine door tPA, uPA of streptokinase (uit endotheelcellen). Plasmine lost het stolsel op door de fibrinedraden af te breken. Hierbij ontstaan fibrineafbraakfragmenten X, Y D (D-dimeer) en E.